# Otello Scarpelli
Otello Scarpelli (Roma, 15 settembre 1928 – Roma, 28 maggio 2010) è stato un fumettista italiano.

## Biografia
Dopo gli studi liceali iniziò a collaborare col le riviste italiane per ragazzi Il Vittorioso, dal 1956 al 1968, e Il Giornalino, per quasi quarant'anni, dal 1965 al 2002. Per il Giornalino realizzò molte serie di ambientazione storiche tratte da opere di Emilio Salgari e sceneggiate da Piero Canotto; insieme invece a Renata Gelardini realizzò negli anni settanta la serie Dev Bardai; negli anni sessanta collaborò anche con l'editore francese Mon Journal per il quale realizzò la serie Ivanhoe disegnandone circa 200 episodi.

## Riconoscimenti
- Premio di pittura Campidoglio d'Oro (1974)